# Liste des longs métrages taïwanais proposés à l'Oscar du meilleur film international
Cet article présente la liste des longs métrages taïwanais proposés à l'Oscar du meilleur film international.

## Films proposés par Taïwan
| Année (cérémonie) | Titre français                    | Titre original             | Langue(s)                                            | Réalisateur              | Résultat         |
| ----------------- | --------------------------------- | -------------------------- | ---------------------------------------------------- | ------------------------ | ---------------- |
| 1958 (30e)        | Amina                             | 阿美娜                     | mandarin                                             | Yuan Tsung-Mei (zh)      | Non nommé        |
| 1965 (37e)        | Qíngrén shí                       | 情人石                     | mandarin                                             | Pan Lei (zh)             | Non nommé        |
| 1967 (39e)        | Yǎnǚ qíngxīn (zh)                 | 啞女情深                   | mandarin                                             | Li Hsing (zh)            | Non nommé        |
| 1973 (45e)        | Exécution en automne (zh)         | 秋決                       | mandarin                                             | Li Hsing (zh)            | Non nommé        |
| 1977 (49e)        | L'attaque dura cinq jours         | 八百壯士                   | mandarin                                             | Ting Shan-hsi (zh)       | Non nommé        |
| 1981 (53e)        | Liu chao guai tan                 | 六朝怪談                   | mandarin                                             | Chu-Chin Wang (zh)       | Non nommé        |
| 1982 (54e)        | Jiǎrú wǒshì zhēnde                | 假如我是真的               | mandarin                                             | Wang Toon                | Non nommé        |
| 1983 (55e)        | Xin hai shuang shi (zh)           | 辛亥雙十                   | mandarin                                             | Ting Shan-hsi (zh)       | Non nommé        |
| 1984 (56e)        | Xiǎo Bì de gùshì (zh)             | 小畢的故事                 | mandarin                                             | Chen Kunhou (zh)         | Non nommé        |
| 1985 (57e)        | Lao Mo de di er ge chun tian (zh) | 老莫的第二個春天           | mandarin                                             | Li You-ning (zh)         | Non nommé        |
| 1986 (58e)        | Wo zhe yang guo le yi sheng (zh)  | 我這樣過了一生             | mandarin                                             | Chang Yi (zh)            | Non nommé        |
| 1987 (59e)        | Tángshān guò Táiwān (pt)          | 唐山過台灣                 | mandarin                                             | Li Hsing (zh)            | Non nommé        |
| 1988 (60e)        | L'Allée des osmanthes (zh)        | 桂花巷                     | mandarin                                             | Chen Kunhou (zh)         | Non nommé        |
| 1989 (61e)        | Chūnqiū cháshì (pt)               | 春秋茶室                   | mandarin                                             | Chen Kunhou (zh)         | Non nommé        |
| 1990 (62e)        | La Cité des douleurs              | 悲情城市                   | mandarin                                             | Hou Hsiao-hsien          | Non nommé        |
| 1991 (63e)        | Le Chant de l'exil                | 客途秋恨                   | cantonais, japonais, mandarin, anglais               | Ann Hui                  | Non nommé        |
| 1992 (64e)        | A Brighter Summer Day             | 牯嶺街少年殺人事件         | mandarin, shanghaïen, taïwanais                      | Edward Yang              | Non nommé        |
| 1993 (65e)        | An lian tao hua yuan (zh)         | 暗戀桃花源                 | mandarin                                             | Stan Lai (zh)            | Non nommé        |
| 1994 (66e)        | Garçon d'honneur                  | 喜宴                       | mandarin, anglais                                    | Ang Lee                  | Nomination       |
| 1995 (67e)        | Salé, Sucré                       | 飲食男女                   | mandarin, taïwanais, japonais, cantonais, shanghaïen | Ang Lee                  | Nomination       |
| 1996 (68e)        | Chāojí dàguómín (zh)              | 超級大國民                 | taïwanais                                            | Wan Jen                  | Non nommé        |
| 1997 (69e)        | Jīntiān bùhuíjiā (pt)             | 今天不回家                 | mandarin                                             | Sylvia Chang             | Non nommé        |
| 1998 (70e)        | Wǒde shénjīngbìng (en)            | 我的神經病                 | mandarin                                             | Wang Shaudi              | Non nommé        |
| 1999 (71e)        | Les Fleurs de Shanghai            | 海上花                     | cantonais, shanghaïen                                | Hou Hsiao-hsien          | Non nommé        |
| 2000 (72e)        | Tiānmǎ cháfáng (zh)               | 天馬茶房                   | taïwanais, japonais, mandarin, shanghaïen            | Lin Cheng-sheng          | Non nommé        |
| 2001 (73e)        | Tigre et Dragon                   | 臥虎藏龍                   | mandarin                                             | Ang Lee                  | Remporte l'Oscar |
| 2002 (74e)        | Yùnzhuǎnshǒu zhī liàn             | 運轉手之戀                 | mandarin, taïwanais                                  | Chen Yiwen, Huakun Zhang | Non nommé        |
| 2003 (75e)        | Meili shiguang (zh)               | 美麗時光                   | mandarin, hakka, taïwanais                           | Chang Tso-chi            | Non nommé        |
| 2004 (76e)        | Goodbye, Dragon Inn               | 不散                       | mandarin, taïwanais                                  | Tsai Ming-Liang          | Non nommé        |
| 2005 (77e)        | 20 30 40                          | 20 30 40                   | Mandarin                                             | Sylvia Chang             | Non nommé        |
| 2006 (78e)        | La Saveur de la pastèque          | 天邊一朵雲                 | Mandarin                                             | Tsai Ming-Liang          | Non nommé        |
| 2007 (79e)        | Shen hai                          | 深海                       | Mandarin                                             | Chen Wen-Tang            | Non nommé        |
| 2008 (80e)        | Liànxíqǔ (zh)                     | 練習曲                     | mandarin, taïwanais, anglais, lituanien              | Chen Hwai-en (zh)        | Non nommé        |
| 2009 (81e)        | Háijiǎo qīhào                     | 海角七號                   | taïwanais, mandarin, japonais                        | Wei Te-sheng             | Non nommé        |
| 2010 (82e)        | Bùnéng méiyǒu nǐ (zh)             | 不能沒有你                 | hakka, taïwanais, mandarin                           | Leon Dai                 | Non nommé        |
| 2011 (83e)        | Monga                             | 艋舺                       | taïwanais, mandarin                                  | Doze Niu                 | Non nommé        |
| 2012 (84e)        | Seediq Bale                       | 賽德克‧巴萊                | seediq, japonais, taïwanais                          | Wei Te-sheng             | Préselectionné   |
| 2013 (85e)        | Ni guang fei xiang (zh)           | 逆光飛翔                   | Mandarin                                             | Chang Rong-ji            | Non nommé        |
| 2014 (86e)        | Shī hún                           | 失魂                       | Mandarin                                             | Chung Mong-Hong          | Non nommé        |
| 2015 (87e)        | Bing du (zh)                      | 冰毒                       | mandarin du Sud-Ouest, birman                        | Midi Z                   | Non nommé        |
| 2016 (88e)        | The Assassin                      | 刺客聶隱娘                 | mandarin                                             | Hou Hsiao-hsien          | Non nommé        |
| 2017 (89e)        | Lokah Laqi (zh)                   | 只要我長大                 | mandarin, atayal                                     | Laha Mebow (zh)          | Non nommé        |
| 2018 (90e)        | Rì cháng duì huà                  | 日常對話                   | taïwanais                                            | Huang Hui-chen           | Non nommé        |
| 2019 (91e)        | Dàfú pǔlāsī (zh)                  | 大佛普拉斯                 | taïwanais, mandarin, anglais                         | Huang Hsin-yao           | Non nommé        |
| 2020 (92e)        | Dear Ex                           | 誰先愛上他的               | mandarin                                             | Mag Hsu, Hsu Chih-yen    | Non nommé        |
| 2021 (93e)        | Un soleil                         | 陽光普照                   | mandarin                                             | Chung Mong-hong          | Préselectionné   |
| 2022 (94e)        | The Falls (zh)                    | 瀑布                       | mandarin                                             | Chung Mong-hong          | Non nommé        |
| 2023 (95e)        | Gāisǐ de Āxiūluó (zh)             | 該死的阿修羅               | mandarin                                             | Lou Yi-an (zh)           | Non nommé        |
| 2024 (96e)        | Marry My Dead Body                | 關於我和鬼變成家人的那件事 | mandarin, taïwanais                                  | Cheng Wei-hao            | Non nommé        |
| 2025 (97e)        | Old Fox (zh)                      | 老狐狸                     | mandarin, taïwanais                                  | Hsiao Ya-chuan (zh)      | Non nommé        |